# Pierre Choderlos de Laclos
Pierre Ambroise François Choderlos de Laclos (franceză pjɛʁ ɑ̃brwaːz ʃɔdɛʁlo də laklo; n. 17 octombrie 1741 – d. 5 septembrie 1803) a fost un romancier francez, cunoscut mai ales pentru romanul epistolar Legături periculoase⁠(d)(Les Liaisons dangereuses), scris în anul 1782.
Un caz unic în literatura franceză, Choderlos a fost considerat un scriitor la fel de scandalos ca și Marchizul de Sade sau Nicolas-Edme Rétif. A fost ofițer militar, dar și un scriitor amator; cu toate acestea, planul său inițial a fost să „scrie o operă care să răsune mult timp după ce el va muri”; din acest punct de vedere, el și-a atins scopurile, cu ajutorul romanului Legăturile primejdioase. Este una dintre capodoperele secolului XVIII, care explorează intrigile amoroase ale aristocrației. A inspirat un număr mare de piese de teatru și filme.

## Biografie
Choderlos de Laclos s-a născut la Amiens, într-o familie burgheză, iar în 1760 a fost trimis la École royale d'artillerie de La Fère, similară cu Școala Politehnică din ziua de astăzi. Ca tânăr locotenent, a luptat pentru puțin timp într-o garnizoană de la Rochelle până la sfârșitul războiului de șapte ani (1763). Mai târziu, a fost transferat la Strasbourg (1765–1769), Grenoble (1769–1775) și Besançon (1775–1776).
În 1763, Choderlos de Laclos a devenit francmason în adăpostul militar ,,L'Union" de la Toul.
Cu toate că a fost promovat căpitan (1771), Laclos era foarte plictisit de sarcinile militărești și de compania soldaților, și a început să-și petreacă timpul liber scriind. Primele sale lucrări, poeme de mici dimensiuni, erau publicate în revista Almanach des Muses. Mai târziu, el a scris prima sa operă comică, Ernestine, inspirată dintr-o nuvelă a lui Marie Jeanne Riccoboni. A fost pusă în scenă pentru prima oară la 19 iulie 1777, în prezența reginei Marie Antoinette, dar a fost un dezastru total. În același an, el a înființat o școală de artilerie în Valence, la care avea să fie student și Napoleon. La întoarcerea lui la Besançon în 1778, Choderlos de Laclos a fost promovat căpitan secund la secțiunea de inginerie. În această perioadă, a scris mai multe opere prin care își arăta admirația față de Jean-Jacques Rousseau.
În 1776, Choderlos de Laclos a obținut afilierea sa la adăpostul militar ,,Henri IV" din Paris. Acolo, l-a ajutat pe Louis Philippe d'Orléans să conducă loja masonică Grand Orient de France. În 1777, el a ținut ceea ce avea să fie considerat mai târziu primul discurs feminist al unui bărbat, în care susținea inițierea femeilor.
În 1779, a fost trimis la Île-d'Aix pentru a-l ajuta pe Marc René, marchiz de Montalembert, în construcția fortificațiilor împotriva britanicilor. Cu toate acestea, cel mai mult din timp și l-a petrecut scriind Legăturile primejdioase, precum și O scrisoare către Madame de Montalembert. După ce i-au fost acordate șase luni de vacanță, el și-a petrecut acest timp la Paris, scriind.
Legăturile primejdioase a fost publicată de Durand Neveu pe 23 martie 1782, și a devenit un succes imediat (1.000 de exemplare vândute într-o lună, un rezultat excepțional pentru acea vreme). Lui Choderlos de Laclos i s-a ordonat să se întoarcă de urgență la garnizoana sa din Bretania; în 1783, a fost trimis la Rochelle pentru a contribui la construcția unui nou arsenal. Aici a întâlnit-o pe Marie-Soulange Duperré, o femeie cu 18 ani mai tânără decât el, cu care se va căsători în 1786. În următorul an, el a început un proiect de numărare a străzilor pariziene.
În 1788, Choderlos de Laclos a părăsit armata, intrând în serviciul lui Louis Philippe d'Orléans, cu care și-a continuat o activitate diplomatică intensă, după izbucnirea Revoluției franceze. Capturat de republicani, l-a părăsit pe Louis Philippe pentru a obține un post de comisar la Ministerul Războiului. Reorganizarea sa a avut un rol important în victoria francezilor de la Valmy. După dezertarea generalului Charles François Dumouriez, a fost arestat, dar eliberat după scurt timp.
A studiat pentru ceva timp balistica, cu ajutorul căreia a inventat obuzul. În 1795, a cerut reintegrarea în armată, dar cererea lui a fost ignorată.  Încercările sale de a obține o poziție diplomatică nu au fost încununate de succes. În cele din urmă, Laclos l-a întâlnit pe Napoleon Bonaparte, și s-a alăturat partidului acestuia. Pe 16 ianuarie 1800 a fost reintegrat ca brigadier general în armata Rinului, luând parte în bătălia de la Biberach (1800).
Fiind numit comandant general al armatei din Italia (1803), Choderlos de Laclos a murit după scurt timp în fosta mănăstire a Sf. Francisc de Assisi, la Taranto, cel mai probabil de dizenterie sau malarie. A fost îngropat într-un fort care încă îi poartă numele (Fort de Laclos), din Isola di San Paolo (Monte Isola). Ca urmare a restaurării casei de Bourbon în sudul Italiei, mormântul lui Laclos a fost distrus; se crede că oasele acestuia au fost aruncate în mare.

### Legăturile primejdioase
Apărut în patru volume în anul 1782, romanul, sub titlul complet Les Liaisons dangereuses ou lettres recueillies dans une société et publiées pour l’instruction de quelques autres (Legăturile primejdioase, sau, scrisori adunate într-o societate și publicate întru instruirea altor câteva), ilustrează psihologia erotică a societății artificiale și rafinate a marii aristocrații franceze (a vieții ,,împotriva naturii"), din perioada anterioară Revoluției franceze.

## Opere publicate[8]
- Ernestine (1777, operă comică)
- Legături primejdioase (1782)
- Femeile și educația lor (1783)
- Instrucțiuni pentru asamblarea unei provincii (1789)
- Jurnalul prietenilor de la Constituție (1790–1791)
- Războiul și pacea (1795)